# 오사라기 지로
오사라기 지로(大佛次郞, 1897년 10월 9일 ~ 1973년 4월 30일)는 일본의 소설가이다. 본명은 노지리 기요히코(野尻清彦). 소설 '구라마텐구(鞍馬天狗)' 시리즈 등 대중문학 작가로 유명하고, 역사소설과 논픽션물도 썼다.

## 생애
일본 가나가와현 요코하마시에서 태어났다. 고등학생 때부터 소설 습작을 발표했다. 도쿄 제국대학 법학부 정치학과를 졸업한 뒤 고교 교사로서 국어(일본어)와 역사를 가르치는 한편, 1922년에는 외무성 조약국 촉탁 직원이 돼서 번역 업무를 맡기도 했다. 1923년 고교 교사를 그만둔 뒤 본격적으로 소설을 발표했고, 이때부터 '오사라기 지로'라는 필명을 사용했다. 1927년부터 1965년까지 '구라마텐구' 시리즈를 발표하며 큰 인기를 끌었다. 1962년에는 유카와 히데키 등과 함께 핵실험 중단, 군축, 평화운동에 참가했다. 1972년 5월에 '국립암센터'에 입원, 1973년 전이성 간암으로 숨졌다. 2001년 평론을 대상으로 '오사라기 지로 논단상'이 신설됐다.

## 같이 보기
- 일본 문학